# Uperoleia lithomoda
Espèce
Synonymes
- Uperoleia variegata Tyler, Davies & Martin, 1981

Statut de conservation UICN

 LC  : Préoccupation mineure
Uperoleia lithomoda est une espèce d'amphibiens de la famille des Myobatrachidae.

## Répartition
Cette espèce est endémique de l'Océanie. Elle se rencontre jusqu'à 1 000 m d'altitude, :
- dans le nord de l'Australie du Nord de la région de Kimberley en Australie-Occidentale au Nord-Est du Queensland en passant par le Nord du Territoire du Nord ;
- dans les îles du Détroit de Torrès en Australie ;
- dans le sud de la Papouasie-Nouvelle-Guinée.

Sa présence est incertaine en Papouasie en Indonésie.

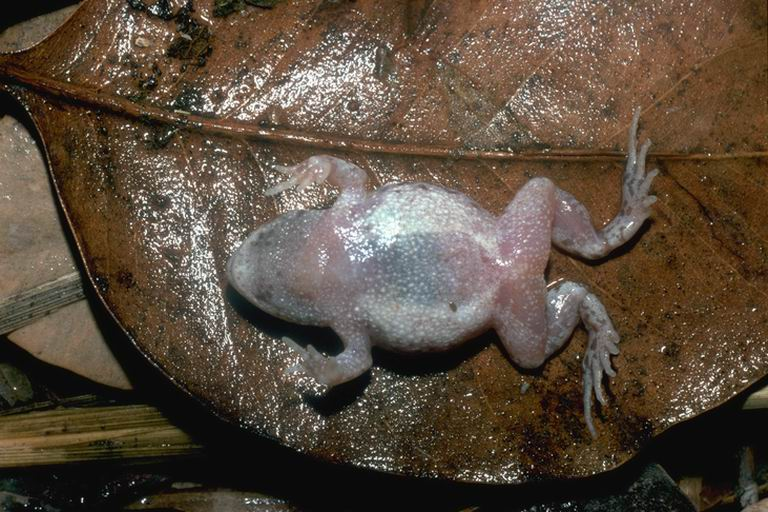
Uperoleia lithomoda, face ventrale.

## Publication originale
- Tyler, Davies & Martin, 1981 : Australian frogs of the leptodactylid genus Uperoleia Gray. Australian Journal of Zoology, Supplemental Series, vol. 29, no 79, p. 1-64.